# Forse aardster
De forse aardster (Geastrum coronatum) is een schimmel die behoort tot de familie Geastraceae. Hij leeft saprotroof. Hij groeit van augustus tot november, bijna het hele jaar door zijn oude vruchtlichamen te zien. Hij komt voor in loof- en naaldbossen, parken en tuinen.

## Kenmerken
De forse aardster is een middelgrote tot grote aardster. Het bolletje is gesteeld en (zeer) donker van kleur en heeft een duidelijke apophyse (uitzakking aan de onderzijde van het bolletje) en een gewimperde, al dan niet duidelijk begrensde mondzone. De 7 tot 12 slippen zijn niet hygroscopisch en hebben aan de onderzijde vastgegroeide aarde. Ongeopende vruchtlichamen zijn bolvormig tot afgeplat bolvormig, 20-45 mm breed en hebben vastgegroeide aarde. Ze groeien ondergronds. De armen van verse exemplaren zijn bruingrijs of donkergrijs, droog lichter, grijsachtig of koffiekleurig. De binnenkant van het vruchtlichaam is zwartbruin.
De sporen zijn bruin, bolvormig, vrij dik wrattig-stekelig en meten 4-5,5 µm.

## Vergelijkbare soorten
De krulaardster (Geastrum pseudolimbatum) lijkt op de forse aardster.

## Habitat
Hij groeit in bossen en struwelen op enigszins voedselrijke, matig kalkrijke of oppervlakkig ontkalkte, droge tot iets vochtige zandbodems met een dunne laag snel verterend strooisel. De ondergroei is meestal open: kale humus of een ijle begroeiing met brandnetel of hondsdraf. Begeleidende boomsoorten zijn es, iep, zomereik, esdoorn en veelvuldig meidoorn. 

## Verspreiding
In Europa komt de Forse aardster voor van de Middellandse Zee noordwaarts tot de 61e breedtegraad (Zuid-Noorwegen, Zuid-Zweden, Estland). De soort is het meest talrijk in subcontinentale gebieden. Hij staat ook op de lijsten van bedreigde soorten in Oostenrijk, Denemarken, Estland, Nederland, Zweden en Litouwen.
In Nederland komt hij matig algemeen voor. Landelijk gezien is de Forse aardster zeldzaam. De soort is vrij algemeen in de binnenrand en het middenduin van de kalkrijke duinen. In veel mindere mate wordt de soort ook aangetroffen in het Waddendistrict en in zandige tuinen en enkele oude beboste rivierduinen. 